# Goera disparilis
Goera disparilis är en nattsländeart som beskrevs av Banks 1937. Goera disparilis ingår i släktet Goera och familjen grusrörsnattsländor. Inga underarter finns listade i Catalogue of Life.